# Charalá
Charalá est une municipalité située dans le département de Santander en Colombie.